# Chauffecourt
Chauffecourt és un municipi francès, situat al departament dels Vosges i a la regió del Gran Est. L'any 2007 tenia 32 habitants.

## Demografia

### Població
El 2007 la població de fet de Chauffecourt era de 32 persones. Hi havia 12 famílies, de les quals 4 eren unipersonals (4 homes vivint sols), 4 parelles sense fills i 4 parelles amb fills.
La població ha evolucionat segons el següent gràfic:
Habitants censats

### Habitatges
El 2007 hi havia 13 habitatges, 12 eren l'habitatge principal de la família i 1 estava desocupat. Tots els 13 habitatges eren cases. Dels 12 habitatges principals, 11 estaven ocupats pels seus propietaris i 1 estava llogat i ocupat pels llogaters; 3 tenien quatre cambres i 9 en tenien cinc o més. 10 habitatges disposaven pel capbaix d'una plaça de pàrquing. A 5 habitatges hi havia un automòbil i a 7 n'hi havia dos o més.

### Piràmide de població
La piràmide de població per edats i sexe el 2009 era:
| Homes | Edats   | Dones |
| ----- | ------- | ----- |
| 0     | 95 o +  | 0     |
| 0     | 90 a 94 | 0     |
| 0     | 85 a 89 | 0     |
| 0     | 80 a 84 | 0     |
| 0     | 75 a 79 | 0     |
| 0     | 70 a 74 | 0     |
| 0     | 65 a 69 | 0     |
| 4     | 60 a 64 | 4     |
| 0     | 55 a 59 | 0     |
| 4     | 50 a 54 | 0     |
| 0     | 45 a 49 | 4     |
| 0     | 40 a 44 | 0     |
| 0     | 35 a 39 | 0     |
| 0     | 30 a 34 | 0     |
| 4     | 25 a 29 | 0     |
| 0     | 20 a 24 | 4     |
| 0     | 15 a 19 | 0     |
| 0     | 10 a 14 | 0     |
| 0     | 5 a 9   | 0     |
| 0     | 0 a 4   | 4     |

## Economia
El 2007 la població en edat de treballar era de 19 persones, 13 eren actives i 6 eren inactives. Les 13 persones actives estaven ocupades(6 homes i 7 dones).. De les 6 persones inactives 3 estaven jubilades, 1 estava estudiant i 2 estaven classificades com a «altres inactius».

## Poblacions més properes
El següent diagrama mostra les poblacions més properes.